# Sandra (cantante)
Sandra, pseudonimo di Sandra Ann Lauer Cretu (Saarbrücken, 18 maggio 1962), è una cantante tedesca, nata da madre tedesca (Karin Eltern) e padre francese (Robert Lauer).

## Biografia

### Gioventù e gli Arabesque (1962-1984)
Sandra Ann Lauer nacque nella cittadina tedesca di Saarbrücken, da padre francese, Robert, e da madre tedesca, Karin. Aveva un fratello maggiore, Gaston (morto nel 1995), paraplegico. Suo padre possedeva un negozio di vini a Saarbrücken e sua madre lavorava in un negozio di scarpe. Sandra dimostrò un interesse precoce per la musica e la danza. All'età di cinque anni iniziò a studiare danza classica e la proseguì per dieci anni. All'età di dieci anni ricevette una chitarra ed iniziò a prendere lezioni da un maestro di scuola. A soli dodici anni partecipò ad un concorso canoro indetto da una radio locale, vincendolo. Come premio le fu permesso di incidere il singolo Andy Mein Freund (1976), che però non destò grande interesse. All'età di sedici anni divenne la vocalist e ballerina di una pop band femminile chiamata Arabesque. Numerosi gli album e i singoli realizzati, così come le esibizioni dal vivo. Il successo venne a mancare in Europa, per ritrovarlo tuttavia in una nazione come il Giappone, dove la band vendette sei milioni di copie di dischi. Il trio rimase in attività dal 1978 al 1984, anno in cui Sandra incontrò Michael Cretu in una sala di registrazione; i due si innamorarono e decisero di andare a vivere insieme a Monaco di Baviera, in Germania, dove Michael era sotto contratto con l'etichetta Virgin.

### Gli anni ottanta
L'esordio di Sandra come cantante solista è avvenuto con il singolo Japan ist Weit, cover in tedesco di Big in Japan, successo della pop band Alphaville. Un pezzo raro da collezione, soprattutto per la presenza del brano inedito Sekunden, non inserito in altri album. Il 1985 fu un anno fortunato: Michael Cretu spopolò nelle classifiche europee con Samurai e il progetto Moti Special. Sandra si fece strada con il primo successo internazionale (I'll Never Be) Maria Magdalena, che riscosse grande successo in Europa e parte del mondo, portando la cantante ai primi posti delle classifiche europee. A seguire furono pubblicati altri singoli di successo come In the Heat of the Night, ai primi posti delle classifiche europee e Little Girl, anche questo singolo di successo. Questi singoli erano stati estratti dal primo album di Sandra, intitolato The Long Play, che ottenne un ottimo successo ed era stato pubblicato dalla Virgin, etichetta discografica alla quale è sempre rimasta legata.
Senza un attimo di pausa, l'anno successivo, il team Cretu sfornò il secondo LP, Mirrors, da cui furono tratte altri singoli: Innocent Love, che si classificò terzo al Festivalbar 1986 vincendo un premio consegnato direttamente da Vittorio Salvetti, Hi! Hi! Hi!, presentata sempre nella stessa estate, che ebbe un discreto successo in tutta Europa e fu utilizzato come colonna sonora del film Yuppies 2 con Ezio Greggio e Massimo Boldi. Tra gli altri singoli estratti da Mirrors vi furono Loreen e Midnight Man. Nel 1987 Sandra festeggia i risultati ottenuti in classifica pubblicando una raccolta di singoli, Ten on One (The Singles), con due brani inediti di successo: Everlasting Love e Stop for a Minute, a loro volta estratti come singoli per promuovere la raccolta. Everlasting Love era una cover dell'omonimo brano di Robert Knight. Il singolo di Everlasting Love raggiunse la posizione numero cinque in Europa, Svizzera e Germania, mentre con Stop for a Minute (1987) Sandra fu inclusa nella colonna sonora dell'episodio Salü Palu della popolare serie TV tedesca Tatort, del canale ARD; episodio non doppiato in italiano (la serie è arrivata ad oltre 1000 puntate) ma reperibile su YouTube.
Il 7 gennaio 1988 sposò Michael Cretu, il suo produttore. Nel 1988 tornò nel mondo della musica con il singolo Heaven Can Wait, che ha trainato l'album Into A Secret Land, dal quale sono stati estratti altri successi come Secret Land (cover del brano del 1987 intitolato Trenchcoat Man del gruppo Fabrique), We'll Be Together e Around My Heart, tutti di buon successo in Europa. Nel 1989 prese parte ad un progetto benefico, United Artists for Forest, cantando con altri artisti internazionali il brano Yes, We Can, composto dal celebre musicista tedesco Harold Faltermeyer. Una curiosità; Sandra nell'autunno 1988 fu ospite a Rete105 dove il dj Stefano Secchi fece per l'occasione un remix del singolo Secret Land da poco uscito. Purtroppo la cantante non restò affatto contenta del nuovo lavoro e senza mezzi termini disse che la versione nuova era rielaborata in chiave house (a quell'epoca era il nuovo genere musicale in voga nelle discoteche) e Secret Land era un brano pop, non necessariamente una canzone da ballare. In quegli anni era considerata la Madonna europea, superando in alcuni paesi anche la sua collega Madonna.

### Gli anni novanta
Nel 1990 la sua musica cambiò stile: meno dance, più raffinata. In quell'anno uscì Paintings in Yellow, album realizzato ad Ibiza, nuova residenza dei coniugi Cretu, che ha raggiunto la quarta posizione della classifica tedesca e l'ottava in Svizzera trainato dai singoli Hiroshima, che risultò fra i singoli più venduti di quell'anno in Germania, dove ha raggiunto la quarta posizione della classifica, così come in Svizzera, a cui seguì (Life May Be) A Big Insanity e One More Night. Lo stesso anno molti dei suoi fan rimasero stupiti, scoprendo che una delle misteriose voci femminili del progetto Enigma è proprio la sua. Michael volle accanto a sé la sua donna per il trionfo internazionale: per la prima volta i nomi di Sandra e compagno furono pronunciati al di là dei confini europei. Nel 1992 fu la volta dell'album Close to Seven, un successo in Germania dove arrivò al settimo posto, resta nella top ten per varie settimane e tocca la top 20 di molti paesi europei. Tra i singoli Don't Be Aggressive e I Need Love. Lo stesso anno si celebrarono otto anni di carriera, diciotto singoli di successo e sei album, con una raccolta intitolata 18 Greatest Hits; un brano quasi inedito venne inserito all'interno della compilation: Johnny Wanna Live. Anche questo album riscosse un buon successo.
Nel 1993 venne realizzato un remix dance di Maria Magdalena. Sandra è nuovamente voce di Enigma in The Cross of Changes, il secondo album. Nel 1995, nonostante la gravidanza durante la quale attendeva i due gemelli Nikita e Sebastian, portò a termine la realizzazione dell'album Fading Shades, dal quale furono estratti due singoli, Nights in White Satin e Won't Run Away. I risultati furono deludenti rispetto al successo dei precedenti dischi. Da questo momento la cantante si occupò dei figli, trascurando il lavoro, ritrovandosi per poco tempo in sala d'incisione quale voce di Enigma 3 e Enigma 4 (realizzati nel 1996 e 2000). Ben quattro anni dopo l'ultimo album, la cantante pubblicò un'ennesima raccolta, My Favourites, composta da due dischi contenenti rispettivamente dei remix di suoi successi precedenti e le versioni originali dei suoi singoli più apprezzati. Furono estratti come singoli Secret Land '99 Remix, In the Heat of the Night '99 Remix, (I'll Never Be) Maria Magdalena '99 Remix e No Taboo. L'album ottenne solo un discreto successo mentre i singoli si rivelarono un insuccesso a livello commerciale.

### Gli anni duemila
Nell'ottobre 2001 fu pubblicato il singolo Forever, e a seguire altri due singoli: Such a Shame (cover dei Talk Talk) e il lento I Close My Eyes. Questi brani erano un assaggio dell'album The Wheel of Time, il primo di inediti dopo sette anni, che in Germania si piazzò all'ottavo posto ricevendo una nomination come artista femminile tedesca dell'anno. Nel settembre del 2003 fu pubblicato il DVD The Complete History, in cui erano contenuti tutti i videoclip realizzati da Sandra come solista, più qualche extra fra cui le versioni audio di Andy Mein Freund e Japan Ist Weit, i primi singoli della cantante. In un'intervista esclusiva, inoltre, Sandra parlava dei retroscena ricordando tra l'altro un incidente per fortuna evitato durante le riprese di Heaven Can Wait (1988), dove ha rischiato di cadere da un'alta scogliera a Ibiza, raggiungibile solo in elicottero. In questo periodo continuava anche l'impegno di Sandra come cantante per gli Enigma, incidendo gli album Enigma 5 e Voyageur. Nel 2006 ha collaborato al singolo di DJ Bobo Secrets of Love, ottenendo buoni risultati in paesi come Germania, Svizzera e Austria. Nel 2006 uscì una raccolta di remix, Reflections, che ha seguito The Essential, pubblicata nel 2003, sostanzialmente una ristampa di 18 Greatest Hits del 1992.
L'anno successivo, il 2007, vide Sandra ritornare in studio per reinterpretare Everlasting Love in una versione del tutto differente. Nel mese di febbraio, con il co-produttore dei precedenti album Jens Gad, Sandra realizzò The Art of Love, il primo lavoro senza la produzione dell'ex marito Michael Cretu, dal quale ha divorziato poco tempo prima. Per la prima volta, in sala di registrazione nei cori ci sono i figli gemelli, Nikita e Sebastian, cantante nelle tracce Dear God... If You Exist e All You Zombie. Nel 2009 è uscito inoltre un nuovo album, Back to Life, contenente elementi hip hop, salsa, musica latina, rap. Il disco è stato prodotto da Jens Gad, mentre i testi e le musiche erano firmate dal fratello Toby Gad (autore già rodato nelle produzioni di Beyoncé e Fergie). Nello stesso anno è uscito The Platinum Collection, una raccolta completa divisa in tre dischi.

### Gli anni duemiladieci
Nel 2012 pubblica due nuovi singoli che la riportano al genere dance italo disco tipico degli anni 80. Escono infatti nell'estate 2012 Maybe Tonight e per l'autunno 2012 Infinite Kiss. Il 26 ottobre del 2012 esce in tutta Europa il nuovo album Stay In Touch che contiene anche i 2 singoli usciti nel 2012.

## Discografia

### Album
- 1985 - The Long Play
- 1986 - Mirrors
- 1988 - Into a Secret Land
- 1990 - Paintings in Yellow
- 1992 - Close to Seven
- 1995 - Fading Shades
- 2002 - The Wheel of Time
- 2007 - The Art of Love
- 2009 - Back to Life
- 2012 - Stay in Touch

### Album compilation
- 1987 - Ten on One (The Singles)
- 1988 - Everlasting Love
- 1992 - 18 Greatest Hits
- 1999 - My Favourites
- 2003 - The Essential
- 2006 - Reflections
- 2009 - The Platinum Collection
- 2012 - So80s Presents Sandra - Curated by Blank & Jones
- 2016 - The Very Best Of

### Singoli
- 1976 - Andy mein Freund/Ich bin noch ein Kind
- 1984 - Japan Ist Weit
- 1985 - (I'll Never Be) Maria Magdalena (ITA #2)
- 1985 - In the Heat of the Night (ITA #7)
- 1986 - Little Girl (ITA #6)
- 1986 - Innocent Love (ITA #5)
- 1986 - Hi! Hi! Hi! (ITA #8)
- 1986 - Loreen
- 1987 - Midnight Man (ITA #33)
- 1987 - Everlasting Love (ITA #11)
- 1988 - Stop for a Minute
- 1988 - Heaven Can Wait
- 1988 - Secret Land (ITA #35)
- 1988 - We'll Be Together
- 1989 - Around My Heart
- 1990 - Hiroshima
- 1990 - (Life May Be) A Big Insanity
- 1990 - One More Night
- 1992 - Don't Be Aggressive
- 1992 - I Need Love
- 1992 - Johnny Wanna Live
- 1993 - Maria Magdalena Remix '93
- 1995 - Nights in White Satin
- 1995 - Won't Run Away
- 1999 - Secret Land '99 Remix
- 2001 - Forever
- 2001 - Such a Shame
- 2002 - I Close My Eyes
- 2006 - Secrets of Love (feat. DJ Bobo)
- 2007 - The Way I Am
- 2007 - What Is It About Me
- 2009 - In a Heartbeat
- 2009 - The Night Is Still Young (featuring Thomas Anders)
- 2012 - Maybe Tonight
- 2012 - Infinite Kiss